# Grossgärdet
Grossgärdet är ett bostadsområde  väster om Stockholmsvägen i södra Norrtälje, Stockholms län. Grossgärdet består huvudsakligen av bostadshus, två till tre våningar, byggda på 1960- och 1970-talet.